# Shook Ones Pt. II
Shook Ones Pt. II - singiel amerykańskiego zespołu hip-hopowego Mobb Deep. Został wydany w 1994 roku. Jest to ich najbardziej znany utwór. W 2010 r. Pitchfork Media uplasował utwór na 25. miejscu Top 200 Tracks of the 90s. Do singla powstał teledysk.

## Lista utworów
1. "Shook Ones part II" (LP wersja) — 5:26
2. "Shook Ones part II" (podkład) — 4:41
3. "Shook Ones part II" (a cappella) — 3:49
4. "Shook Ones part I" (oryginalna wersja) — 4:13
5. "Shook Ones part I" (podkład) — 4:13